# Ivkovicné Béres Tímea
Ivkovicné Béres Tímea (Miskolc, 1976. október 21. –) magyar kosárlabdázó, 1991–2009 között 108-szoros magyar válogatott.
A Tungsram, az FTC, a Gysev Sopron, a Mizo-PVSK, a francia USVO Valenciennes és a cseh Gambrinus Brno játékosa volt. Nyolcszoros magyar bajnok, ötszörös magyar kupagyőztes, francia bajnok, kupagyőztes és szuperkupagyőztes, cseh bajnok és kupagyőztes, Euroliga-győztes, Ronchetti Kupa győztes, streetball-világbajnok. Jelenleg (2022) a Kecskeméti Junior Sport Nonprofit Kft. ügyvezetője és a Mercedes-Benz Gyár Nemzeti Kosárlabda Akadémia szakmai igazgatója.

## Tanulmányok
1991–95 között a budapesti Eötvös József Gimnáziumban, 2000–2005 között a belgrádi kosárlabda-akadémián tanult. Itt kosárlabda-szakedzői diplomát szerzett (Visa Kosarkaska Skola Beograd). 2007-ben a Testnevelési Egyetemen kapott szakedzői diplomát. 2013–15-ben az FECC nemzetközi sportvezető-edzői képzés diplomáját (FIBA) szerezte meg.

## Klubok
- Tungsram 1991-96
- FTC 1996-97
- Gysev Sopron 1997-2000
- Mizo-PVSK 2000-2001, 2002-2007
- USVO Valenciennes (Franciaország) 2001-2002
- Gambrinus Brno (Csehország) 2007-2009

## Eredmények
- 8-szoros magyar bajnok (Tungsram 1994, FTC 1997, Sopron 1999, Pécs 2001, 2003, 2004, 2005, 2006)
- 5-szörös Magyar Kupa-győztes (Tungsram 1992, FTC 1996, Pécs 2001, 2005, 2006)
- francia bajnok, kupa- és szuperkupagyőztes, 2002
- cseh bajnok és kupagyőztes, 2008
- cseh bajnokság 2. hely, 2009
- Ronchetti Kupa I. hely, Sopron, 1998
- Euroliga I. hely, USVO Valenciennes, 2002
- 5-szörös Final Four-résztvevő: egy ezüst (Brno), két bronz (Pécs) és egy negyedik hely (Pécs)
- Európa-bajnokság 4. hely, 1997
- világbajnokság 10. hely, 1998
- 108-szoros magyar válogatott
- streetball-világbajnok 1996

## Elismerések
- Év Játékosa díj (2005)
- Bajnoki döntő MVP (2007)
- Bajnokság legjobb centere (2007)
- Kosárlabda halhatatlanjainak tagja
- Nők a Nemzet Jövőjéért Díj 2022
- MKOSZ Emlékérem 2023.
- Magyar Bronz Érdemkereszt Polgári Tagozat 2023.

## Munkásság
2011-12-ben edző a Hirös Sport Nonprofit Kft.-nél a "Kosarazzunk együtt" programban és az U11 korosztálynál. 2012-13-ban ugyanitt sportiskolai szakedző az U11 korosztálynál.
2013-ban a 3x3-as világbajnokságon csapatvezető-edző (5.hely).
2013-tól a Hirös Sport Nonprofit Kft.-nél a Kosárlabda Akadémia vezetője, szakedző az U17-es lányoknál. 
2014-től a FIBA magyarországi kosárlabda-nagykövete.
2015-től a magyar felnőtt női kosárlabda-válogatott csapatvezetője, az MKOSZ Szakmai és Utánpótlás Bizottságának tagja.
2015-2018 között a Hírös Sport Nonprofit Kft. sportszakmai igazgatója (Kecskeméti Sportiskola és Kosárlabda Akadémia).
2018-tól a Kecskeméti Junior Sport Nonprofit Kft. ügyvezetője és a Mercedes-Benz Gyár Nemzeti Kosárlabda Akadémia szakmai igazgatója.
2018-tól a Magyar Speciális Olimpia Szövetség nagykövete
2023-tól A Sportegyesületek Országos Szövetségének elnökségi tagja 
2025-től a Sportegyesületek Országos Szövetségének alelnöke 

## Magánélet
Férje Ivkovic Stojan (2000), két fiúgyermek édesanyja (Milán 2003, Márkó 2010).